# Valcolla
Valcolla è stato un comune svizzero del Canton Ticino, nel distretto di Lugano.

## Storia
Il comune di Valcolla era stato istituito nel 1956 con la fusione dei comuni soppressi di Colla (con la frazione di Maglio di Colla), Insone, Curtina, Cozzo, Piandera (con la frazione di Molino), Scareglia e Signôra. Nel 2013 è stato incorporato al comune di Lugano assieme agli altri comuni soppressi di Bogno, Cadro, Carona, Certara, Cimadera e  Sonvico. L'incorporazione è stata decisa con votazione popolare del 20 novembre 2011 (336 voti favorevoli e 36 contrari)..ed è entrata in vigore il 14 aprile 2013. È stato  aggregato ai comuni soppressi di Bogno, Certara e Cimadera; per formare il nuovo quartiere di Lugano denominato Val Colla..

### Evoluzione demografica
L'evoluzione demografica è riportata nella seguente tabella:
Abitanti censiti